# Romana Guarnieri
Romana Carolina Mary Louise Guarnieri (L'Aia, 2 novembre 1913 – Roma, 23 dicembre 2004) è stata una medievista italiana di origini olandesi.

## Biografia
Romana Guarnieri nacque a L'Aia dall'italiano Romano Guarnieri, inventore di un metodo di insegnamento della lingua italiana agli stranieri, e dalla pittrice olandese Iete van Beuge.
Studiosa del beghinismo flandro-brabantino e delle coeve forme di pietà femminile nella penisola italiana, fu allieva, collaboratrice e biografa di Don Giuseppe De Luca.
Nel 1946 fu responsabile dell'identificazione di Marguerite Porete come autrice de Lo specchio delle anime semplici, uno dei più importanti testi della mistica femminile medievale, circolato anonimo per più di sei secoli a seguito della condanna al rogo della scrittrice.
Collaborò alla fondazione delle Edizioni di Storia e Letteratura, occupandosi in particolare dell'Archivio Italiano per la Storia della Pietà, che diresse a partire dal 1962.

## Opere
- Guarnieri, Romana, VONDEL, Joost van den, in Enciclopedia Italiana, Istituto dell'Enciclopedia Italiana, 1937.
- Guarnieri, Romana, Guido Gezelle: vita del poeta e saggio delle sue poesie, prefazione di Giuseppe De Luca, Brescia, Morcelliana,1941.
- Verschaeve, Cyriel, Crocifisso. Premessa e traduzione dall'olandese di Romana Guarnieri, Brescia, Morcelliana, 1947.
- Hadewijch, Cinque Poesie. Testo brabantino con traduzione di Romana Guarnieri, Brescia, Morcelliana, 1947.
- Hadewijch, Cinque Visioni con testo brabantino. Traduzione e premessa di Romana Guarnieri, Brescia, Morcelliana, 1948.
- Hadewijch, Cinque Lettere con testo brabantino. Premessa e traduzione di Romana Guarnieri, Brescia, Morcelliana, 1950.
- Marguerite Porete, Le mirouer des simples ames anienties et qui seulement demourent en vouloir et desir d'amour. Edizione provvisoria in 100 esemplari fuori commercio del ms. Chantilly, Condé F. XIV 26 - ancien 986, a cura di Romana Guarnieri, Roma, Edizioni di Storia e letteratura, 1961.
- Guarnieri, Romana, Il movimento del Libero Spirito. Testi e documenti, in «Archivio Italiano per la Storia della Pietà» IV, Roma, Edizioni di Storia e Letteratura, 1965, pp. 350–708.
- Guarnieri, Romana, Don Giuseppe De Luca tra cronaca e storia, Bologna, Il Mulino, 1974.
- Guarnieri, Romana, voce "Fratelli del Libero Spirito", in Dizionario degli Istituti di Perfezione (IV), 1977.
- Margaretae Porete, Speculum simplicium animarum cura et studio Paul Verdeyen. Marguerite Porete, Le mirouer des simples ames, édité par Romana Guarnieri, Turnhout, Brepols (Corpus christianorum. Continuatio mediaevalis, 69), 1986.
- Angela of Foligno, Complete Works. Edited and translated by Paul Lachance, Preface by Romana Guarnieri, Classics of Western Spirituality, New York, Paulist Press, 1993.
- Guarnieri, Romana, Una singolare amicizia. Ricordando Don Giuseppe De Luca, Genova, Marietti, 1998.
- Guarnieri, Romana, Donne e Chiesa tra mistica e istituzioni (secoli XIII-XV), Roma, Edizioni di Storia e Letteratura, 2004.